# Heilpflanze des Jahres
Die Heilpflanze des Jahres wird in Deutschland seit dem Jahr 1990 jährlich ausgerufen, zunächst durch den Verband der Heilkräuterfreunde Deutschlands e. V. (2004 aufgelöst), seit 2003 durch den Verein zur Förderung der naturgemäßen Heilweise nach Theophrastus Bombastus von Hohenheim, gen. Paracelsus e. V. (NHV Theophrastus).
Ziel des NHV Theophrastus ist es, Informationen zu heilenden Wirkungen von Kräutern anhand der ausgewählten Pflanze exemplarisch zu vermitteln und auf die Bedeutung der Phytotherapie in der Medizin hinzuweisen. Die Auswahl der jeweiligen Jahrespflanze obliegt nach Eigenangaben des Vereins einer unabhängigen Jury. Die jeweilige Heilpflanze des Jahres wird im Kontext eines populärwissenschaftlich ausgerichteten Heilkräuter-Fachsymposiums, veranstaltet vom Sächsischen Landeskuratorium Ländlicher Raum e. V., im Kloster St. Marienstern bekannt gegeben und näher beleuchtet. Botanik, Inhaltsstoffe und Wirkungsweisen werden von verschiedenen Referenten erläutert.

## Bisherige Heilpflanzen des Jahres

### Von den Heilkräuterfreunden gekürte Heilpflanzen
| Jahr | Deutscher Name       | Wissenschaftlicher Name | Abbildung                 |
| ---- | -------------------- | ----------------------- | ------------------------- |
| 1990 | Weißdorn             | Crataegus spec.         | 1990 Weißdorn             |
| 1991 | Spitzwegerich        | Plantago lanceolata     | 1993 Spitzwegerich        |
| 1994 | Huflattich           | Tussilago farfara       | 1994 Huflattich           |
| 1995 | Echtes Johanniskraut | Hypericum perforatum    | 1995 Echtes Johanniskraut |
| 1996 | Große Brennnessel    | Urtica dioica           | 1996 Große Brennnessel    |
| 1997 | Acker-Schachtelhalm  | Equisetum arvense       | 1997 Acker-Schachtelhalm  |
| 1998 | Salbei               | Salvia spec.            | 1998 Salbei               |
| 1999 | Königskerze          | Verbascum spec.         | 1999 Königskerze          |
| 2000 | Rosmarin             | Salvia rosmarinus       | 2000 Rosmarin             |
| 2001 | Thymian              | Thymus officinalis      | 2001 Thymian              |
| 2002 | Echte Kamille        | Matricaria recutita     | 2002 Echte Kamille        |
| 2003 | Mistel               | Viscum album            | 2003 Mistel               |
| 2004 | Gemeine Schafgarbe   | Achillea millefolium    | 2004 Gemeine Schafgarbe   |
| 2005 | Lein                 | Linum usitatissimum     | 2005 Lein                 |

### Vom NHV Theophrastus gekürte Heilpflanzen
| Jahr | Deutscher Name                      | Wissenschaftlicher Name           | Abbildung                 |
| ---- | ----------------------------------- | --------------------------------- | ------------------------- |
| 2003 | Salbei                              | Salvia officinalis                | 2003 Salbei               |
| 2004 | Tausendgüldenkraut                  | Centaurium erythraea              | 2004 Tausendgüldenkraut   |
| 2005 | Lein                                | Linum usitatissimum               | 2005 Lein                 |
| 2006 | Zitronenmelisse                     | Melissa officinalis               | 2006 Zitronenmelisse      |
| 2007 | Duftveilchen                        | Viola odorata                     | 2007 Duftveilchen         |
| 2008 | Echter Lavendel                     | Lavandula angustifolia            | 2008 Echter Lavendel      |
| 2009 | Ringelblume                         | Calendula officinalis             | 2009 Ringelblume          |
| 2010 | Gewürznelkenbaum                    | Syzygium aromaticum               | 2010 Gewürznelkenbaum     |
| 2011 | Rosmarin                            | Rosmarinus officinalis            | 2011 Rosmarin             |
| 2012 | Koloquinte                          | Citrullus colocynthis             | 2012 Koloquinte           |
| 2013 | Damaszener-Rose                     | Rosa damascena                    | 2013 Damaszener-Rose      |
| 2014 | Anis                                | Pimpinella anisum                 | 2014 Anis                 |
| 2015 | Zwiebel                             | Allium cepa                       | 2015 Zwiebel              |
| 2016 | Kubeben-Pfeffer                     | Piper cubeba                      | 2016 Kubeben-Pfeffer      |
| 2017 | Gänseblümchen                       | Bellis perennis                   | 2017 Gänseblümchen        |
| 2018 | Ingwer                              | Zingiber officinale               | 2018 Ingwer               |
| 2019 | Echtes Johanniskraut                | Hypericum perforatum              | 2019 Echtes Johanniskraut |
| 2020 | Gemeine Wegwarte                    | Cichorium intybus                 | 2020 Gemeine Wegwarte     |
| 2021 | Meerrettich                         | Armoracia rusticana               | 2021 Meerrettich          |
| 2022 | Große Brennnessel                   | Urtica dioica                     | 2022 Brennnessel          |
| 2023 | Weinrebe                            | Vitis vinifera                    | 2023 Weinrebe             |
| 2024 | Schwarzer Holunder                  | Sambucus nigra                    | 2024 Schwarzer Holunder   |
| 2025 | Linde (Sommerlinde und Winterlinde) | Tilia platyphyllos, Tilia cordata | 2025 Winterlinde (Blüte)  |